# Antoni Święcicki
Antoni Święcicki (ur. 26 listopada?/8 grudnia 1897 w Imperium Rosyjskim, zm. 25 czerwca 1920 w Duniłowiczach) – porucznik obserwator Wojska Polskiego, kawaler Orderu Virtuti Militari.

## Życiorys
Ukończył szkołę w Kijowie. W armii rosyjskiej służył w kawalerii, a później wstąpił do 4 Dywizji Strzelców Polskich, z którą wrócił do Polski.
W niepodległej Polsce skończył drugi kurs Oficerskiej Szkoły Obserwatorów Lotniczych w Warszawie i został przydzielony do 1 eskadry wywiadowczej. Razem z eskadrą przeszedł szlak bojowy w czasie walk z bolszewikami, będąc jednym z najlepszych obserwatorów w lotnictwie polskim. 
25 czerwca 1920 zgłosił się na ochotnika do trudnego zadania nad terenami zajętymi przez bolszewików w rejonie Berezyny. Po wykonaniu zadania bojowego zauważył koncentrację wojsk nieprzyjaciela. W czasie ataku został ciężko ranny w nogę. Pomimo ciężkich obrażeń wydał pilotowi plutonowemu Zaleskiemu rozkaz ponownego ataku na nieprzyjaciela. Po wystrzelaniu całej amunicji nakazał powrót na lotnisko. Z powodu dużej utraty krwi zmarł podczas lotu, przed lądowaniem w bazie. Został pochowany na cmentarzu w Duniłowiczach, na terenie byłego powiatu postawskiego.
Zakrwawione notatki porucznika Antoniego Święcickiego były przechowywane w Dowództwie Lotnictwa Ministerstwa Spraw Wojskowych aż do wybuchu II wojny światowej. Jego postawa była przykładem bezgranicznego oddania Ojczyźnie, wykonania zadania nawet kosztem własnego życia. 

## Ordery i odznaczenia
- Krzyż Srebrny Orderu Wojskowego Virtuti Militari nr 8122 (pośmiertnie, 27 lipca 1922)[2]
- Krzyż Niepodległości (pośmiertnie, 23 grudnia 1933)[3]
- Polowa Odznaka Obserwatora (pośmiertnie, 11 listopada 1928)[4]